# Брыкин, Юрий Кузьмич
Юрий Кузьмич Брыкин (8 января 1938, Москва — 24 июля 2014) — советский хоккеист, защитник.

## Биография
Воспитанник московского «Динамо», бронзовый призёр молодёжного чемпионата СССР-1957/58. Выступал за команды «Труд» Подольск (1959/60), СКА Куйбышев (1960/61 — 1963/64, 72 матча в классе «А»), «Крылья Советов» (два матча в конце сезона-1963/64), «Химик» Рязань (1964/65), «Химик» Клин (1966/67 — 1968/69).